# Пашков, Евгений Валентинович
Евге́ний Валенти́нович Пашко́в (укр. Євген Валентинович Пашков; 29 сентября 1944, Карабаново, Владимирская область — февраль 2023) — советский и украинский учёный. Доктор технических наук (1998), профессор (1992). Ректор Севастопольского национального технического университета (2008—2014). Заслуженный деятель науки и техники Украины (2001).

## Биография
Родился 29 сентября 1944 года в Карабаново Владимирской области. Учился в школах Житомира и Севастополя. Окончил Севастопольский приборостроительный институт по специальности «технология машиностроения, металлорежущие станки и инструменты» в 1967 году. В течение первых полутора лет учёбы работал слесарем-монтажником Севастопольского морского завода имени С. Орджоникидзе. После окончания института стал ассистентом кафедры автоматизации и комплексной механизации и поступил на очную аспирантуру, которую окончил в 1970 году.
С февраля 1971 года — старший преподаватель, а с декабря 1971 по сентябрь 1978 года — доцент приборостроительного института. В 1973—1974 годах учился в Киевском государственном университете имени Тараса Шевченко на десятимесячных курсах французского языка. После чего три года работал преподавателем Аннабинского университета в Алжире.
С сентября 1978 года — заведующий кафедрой автоматизация и комплексной механизации Севастопольского приборостроительного института. В 1989 году избран освобождённым секретарём партийного комитета института. С 1990 года — проректор по научной работе. В 1992 году ему было присвоено звание профессора. В 1999 году Пашков назначен первым проректором приборостроительного института.
11 января 2008 года назначен исполняющим обязанности ректора университета. С апреля 2008 по декабрь 2014 года — ректор Севастопольского национального технического университета. 12 ноября 2014 года Министерство образования Украины уволило Пашкова с поста ректора.
С января 2015 по февраль 2023 года — советник при ректорате Севастопольского государственного университета.
Скончался в феврале 2023 года.

## Научная деятельность
Автор более 200 научных работ, включая учебные пособия. Являлся членом научно-методического совета Министерства образования Украины по технической кибернетике и робототехнике.
Обладатель более 100 авторских свидетельств и патентов России и Украины. Вместе с коллегами разработал устройство для сердечно-легочной реанимации в экстремальных условиях.
В 1971 году стал кандидатом технических наук, защитив диссертацию на тему «Исследование механизированной технологии обработки точных тонкостенных цилиндрических деталей» в Волгоградском политехническом институте. В 1997 году защитил диссертацию на тему «Теоретические основы и синтез систем автоматизированного вибро-левитационного точения тонкостенных цилиндрических деталей», после чего в марте 1998 года ему было присвоена степень доктора технических наук.

## Награды и звания
- Орден «Знак почёта» (1989)[1]
- Заслуженный деятель науки и техники Украины (2001)[1]